# Gustave Hembroeckx
Gustave Hembrook (Boutersem, 24 febbraio 1903 – Lubbeek, 6 maggio 1993) è stato un ciclista su strada belga, professionista dal 1926 al 1934.

## Carriera
Oltre al G.P. Affligem non colse altri successi nella sua carriera ma piazzamenti di notevole prestigio nelle grandi corse il linea dell'epoca eroica del ciclismo, tra cui un 13º posto allo Scheldeprijs del 1931.
Alla Liegi-Bastogne-Liegi ottenne un 2°, un 20º posto. 
Prese parte a due edizioni del Tour de France, nel 1930 e nel 1931, ritirandosi in entrambe.

## Piazzamenti

### Grandi Giri
- Tour de France

1930: ritirato
1931: ritirato

### Classiche monumento
- Milano-Sanremo

1929: ritirato
- Parigi-Roubaix

1932: ritirato
- Liegi-Bastogne-Liegi

1929: 2º
1930: 20º